# Estremoz
Estremoz ist eine Stadt in Portugal im Distrikt Évora mit knapp 10.000 Einwohnern. Sie liegt 450 Meter über dem Meeresspiegel.
Die Stadt ist für ihren Marmor und durch einen Königspalast bekannt. Estremoz wird zweimal von der UNESCO als Heimat Immateriellen Kulturerbes geführt.

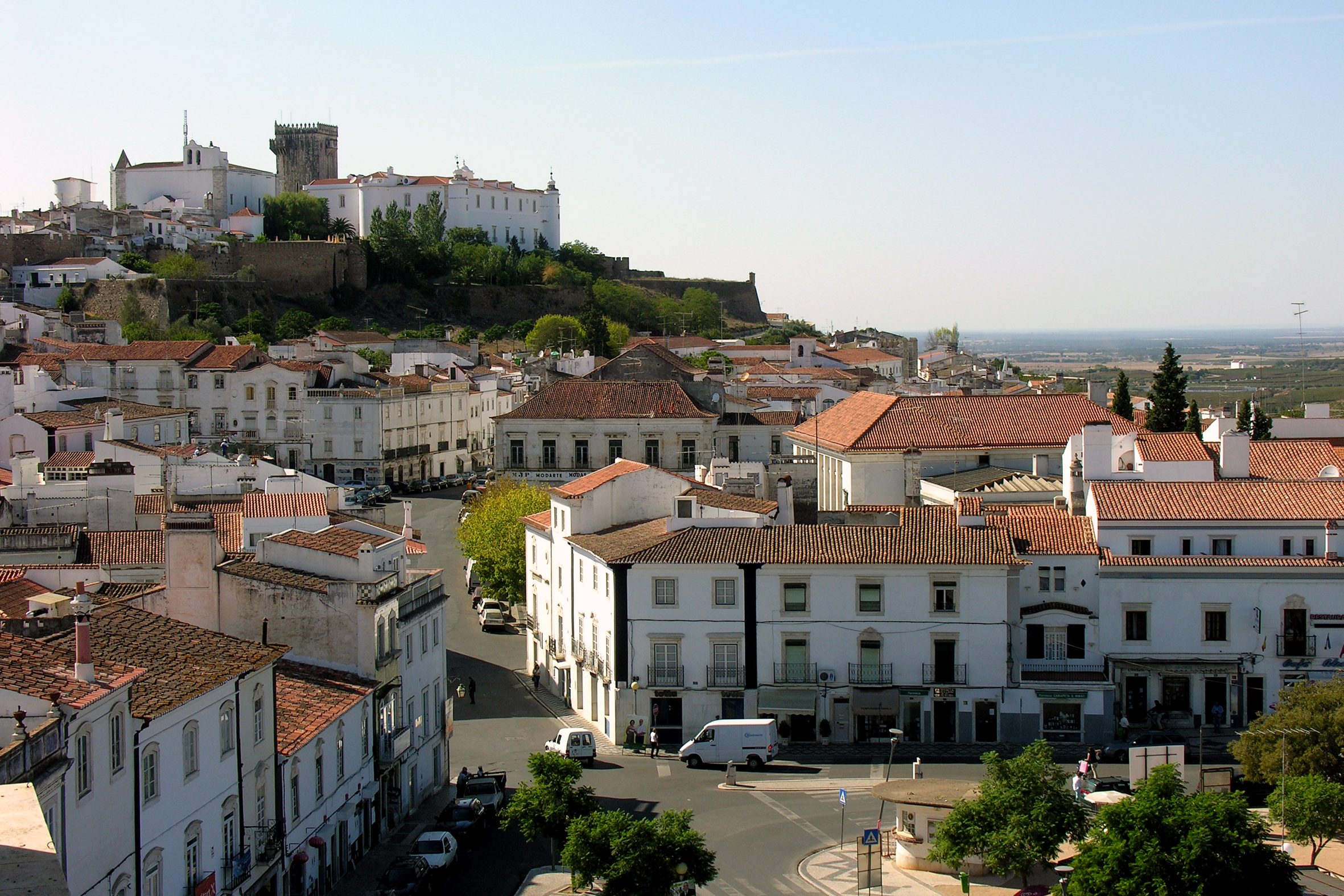
Blick auf Estremoz und seine Burg

## Geschichte
Im Verlauf der Reconquista war der Ort umkämpft, bevor er unter König D.Sancho II. definitiv an Portugal fiel. Sancho II. ließ den Ort neu befestigen, und auch während der Amtszeiten der zwei nachfolgenden Könige wurden die Festungsanlagen weiter ausgebaut. Während der Revolution 1383 und dem folgenden Unabhängigkeitskrieg verjagte die Bevölkerung den spanischfreundlichen Statthalter.
Estremoz war auch in seiner weiteren Geschichte häufiger Schauplatz kriegerischer Auseinandersetzungen. Etwa zog im Spanischen Erbfolgekrieg der Graf von Galveias 1705 hier ein Heer von 15.000 Soldaten, 5.000 Pferden und 20 Stück Artillerie zusammen. 1808 eroberten die französischen Truppen des General Kellermann im Verlauf der Napoleonischen Invasionen Estremoz. Die vorherige Kleinstadt (Vila) Estremoz wurde im Jahre 1926 zur Stadt (Cidade) erhoben.

## Sehenswürdigkeiten
Die Altstadt wird beherrscht vom Schloss auf dem Berg, dessen Bergfried, Torre de Menagem und der Königspalast, in dem die Rainha Santa Isabel am 4. Juli 1336 starb, wurde unter König Afonso III. 1258 begonnen. Da der Bau des Turms die Regierungszeit dreier Könige in Anspruch nahm, wird er auch der Turm der drei Kronen genannt. Eine Explosion im Pulverarsenal 1698 zerstörte die Burg. Nur der Paço da Audiência, ein sternförmig gewölbter Raum, der als König Dinis Audienzzimmer bekannt wurde und die gotischen Kolonnaden blieben erhalten.
- Vom Rossio führt rechts vom mittelalterlichen Schandpfahl aus durch das aus dem 14. Jahrhundert stammende Tor Arco da Frandina eine steil nach oben führende Gasse zur Burg.
- Der Königspalast, der von König João V. im gotischen Stil im 18. Jahrhundert wieder aufgebaut wurde, ist heute zu einer der berühmtesten portugiesischen Pousadas umgestaltet. Das Sterbezimmer der als Heilige verehrten Königin Isabella wurde im 17. Jahrhundert zu einer Kapelle, der Capela da Rainha Isabel umgebaut, auf deren Azulejos Szenen aus dem Leben der Königin dargestellt sind. Vor dem Königspalast erinnert ein modernes Marmordenkmal an sie.

Geschlossene Bahnstation von Estremoz

- Im Schloss befindet sich eine Kirche im quadratischen Grundriss, die Igreja de Santa Maria do Castelo, die im 16. Jahrhundert erbaut wurde und in der neben einigen Bildern portugiesischer Meister des späten Mittelalters auch ein Marmorbecken in der Sakristei sehenswert ist.
- Der Paço da Audiência von Dom Dinis geht aus einer im 16. Jahrhundert manuelinisch umgestalteten mittelalterliche Getreidebörse hervor. Heute befindet sich ein Museum für modernes Design in diesem Gebäude.
- Vom Rossio aus in Richtung auf die Unterstadt gelangt man zum pelourinho, auf dem eine Armillarsphäre, ein mittelalterliches astronomisches Instrument ruht.
- In der Unterstadt, die von einer Stadtmauer umgeben ist, stellt das Museu Municipal de Estremoz, das städtische Volkskunstmuseum in dem repräsentativen Gebäude gegenüber dem Bergfried neben Sakralkunst und Krippenfiguren auch die für Estremoz typischen Tonfiguren, die bonecos aus.
- Im früheren Palast des Vizekönigs von Indien, der 1698 zum Convento de Congregados umgebaut wurde, befindet sich heute das Rathaus.
- Im ehemaligen Malteserkloster und späteren Krankenhaus mit zweigeschossigen Renaissance-Kreuzgang ist auch die harmonisch gestaltete Igreja de Misericórdia wegen einer Krippe von Machado de Castro beachtenswert.
- Nördlich des Rossio liegt der Tocha-Palast aus dem 17. Jahrhundert, in dem Azulejos zu sehen sind.
- Daneben befindet sich der Convento São Francisco aus der Zeit König Afonso III. aus dem 13. Jahrhundert, der nach der Säkularisation als Kaserne diente, in der neben Sarkophagen und einem Wurzel-Jesse-Altar auch das prächtige Grabmal Vasco Esteves Gato, Stifter einer Kapelle im 15. Jahrhundert alle Aufmerksamkeit beansprucht. Der Hochaltar von 1623 ist mit kostbaren Azulejos geschmückt.
- Am Fonte da Gadanha-Platz ist ein Brunnen mit Saturnstatue sehenswert.
- Am Ortsrand ist das Museu da Alfaia Agricola, das Museum für landwirtschaftliche Gerätschaften untergebracht, eine mit viel Liebe und Fleiß eingerichtete ehemalige Getreidemühle, in der alte Werkzeuge und Zubehör aus der ländlichen Umgebung gezeigt werden.
- Der alte Wasserspeicher Tanque dos Mouros liegt am südlichen Ortsrand.
- Das Museu Nacional Ferroviário unterhält eine Außenstelle in der Stadt.[5]

## Marmor-Steinbrüche

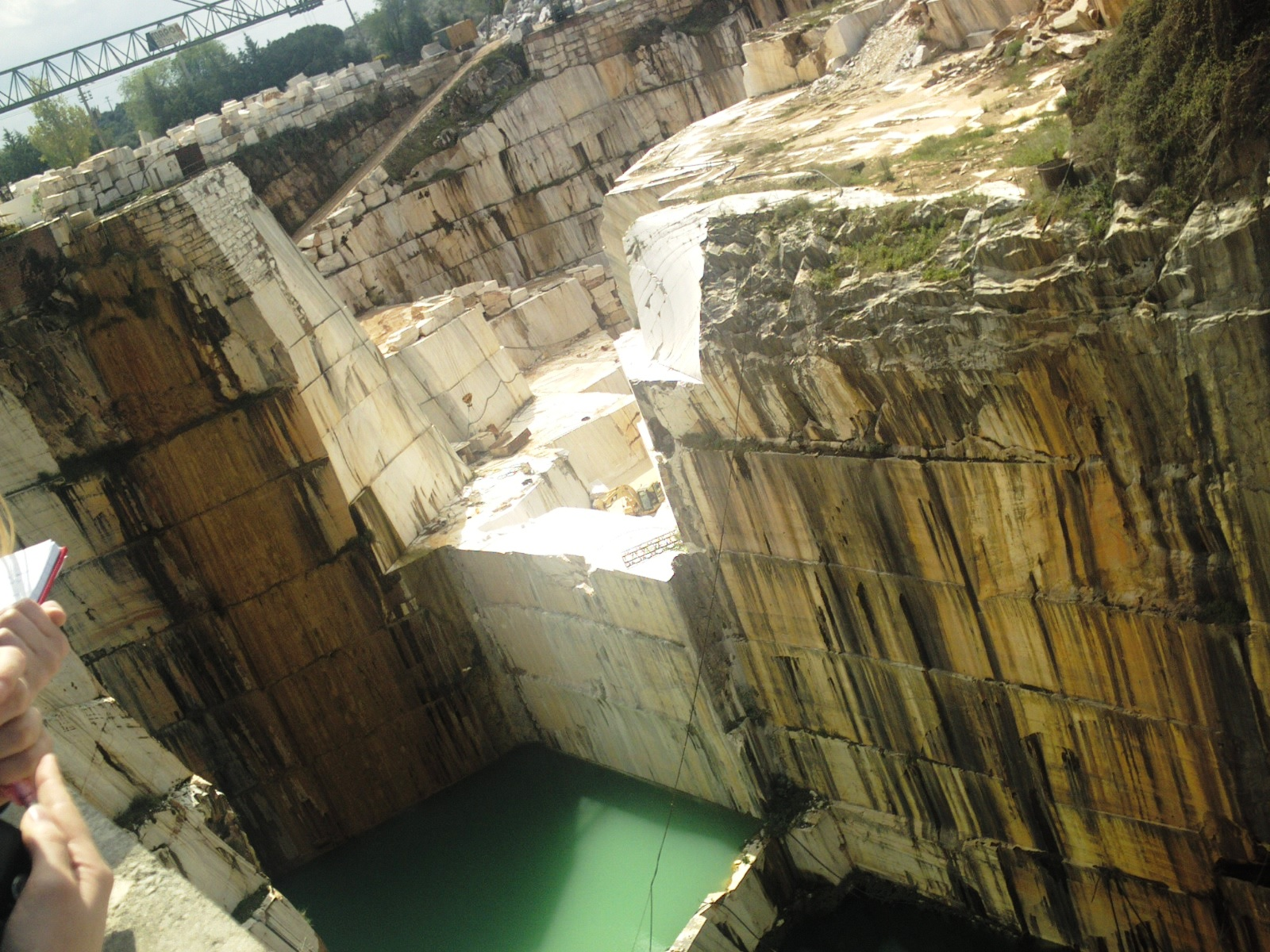
Marmorsteinbruch bei Estremoz

Im Dreieck Estremoz – Borba – Vila Viçosa wird in über 100 Steinbrüchen ein feinkristalliner, homogener Marmor gewonnen, dessen Farbspektrum von weißcreme über cremerose bis zu intensivem rosa reicht. Seine Verwendung findet der Estremoz-Marmor in der hochwertigen Innenarchitektur wie Wand- und Bodenbelag, Treppen, Waschtische, Säulen sowie Kaminumrandungen.

## Verwaltung

### Kreis
Estremoz ist Verwaltungssitz eines gleichnamigen Kreises (Concelho) im Distrikt Évora. Am 19. April 2021 hatte der Kreis 12.680 Einwohner auf einer Fläche von 513,8 km².
Die Nachbarkreise sind (im Uhrzeigersinn im Norden beginnend): Sousel, Fronteira, Monforte, Borba, Redondo, Évora sowie Arraiolos.
Mit der Gebietsreform im September 2013 wurden mehrere Gemeinden zu neuen Gemeinden zusammengefasst, sodass sich die Zahl der Gemeinden von zuvor 13 auf neun verringerte.
Die folgenden Gemeinden (Freguesias) liegen im Kreis Estremoz:

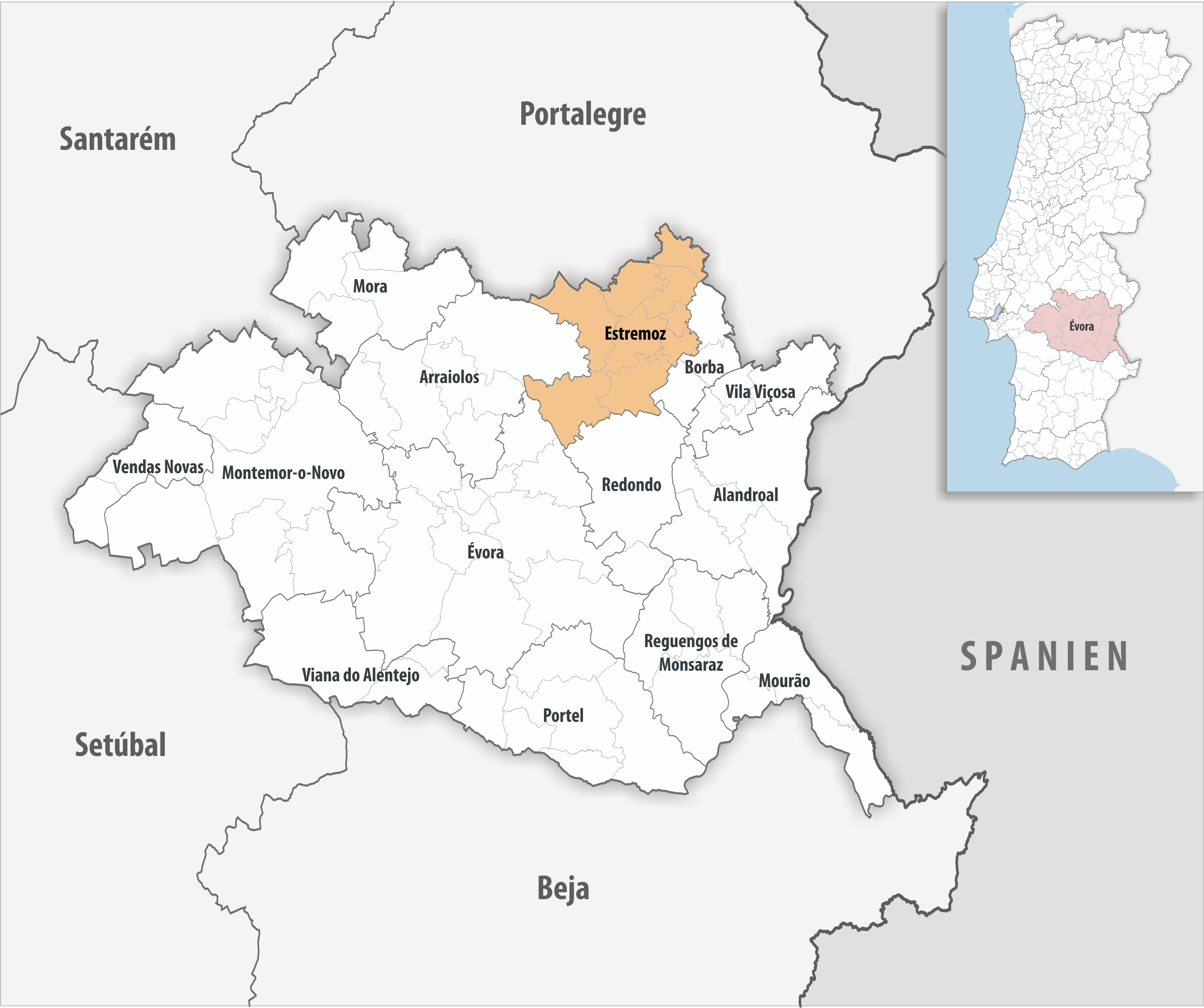
Kreis Estremoz

| Gemeinde                                           | Einwohner (2021) | Fläche km² | Dichte Einw./km² | LAU- Code |
| -------------------------------------------------- | ---------------- | ---------- | ---------------- | --------- |
| Ameixial (Santa Vitória e São Bento)               | 564              | 97,49      | 6                | 070417    |
| Arcos                                              | 1.016            | 23,89      | 43               | 070401    |
| Estremoz (Santa Maria e Santo André)               | 7.887            | 63,90      | 123              | 070414    |
| Évora Monte                                        | 506              | 99,39      | 5                | 070404    |
| Glória                                             | 452              | 72,75      | 6                | 070402    |
| São Bento do Cortiço e Santo Estêvão               | 680              | 56,97      | 12               | 070415    |
| São Domingos de Ana Loura                          | 269              | 16,30      | 17               | 070411    |
| São Lourenço de Mamporcão e São Bento de Ana Loura | 449              | 43,40      | 10               | 070416    |
| Veiros                                             | 857              | 39,72      | 22               | 070413    |
| Kreis Estremoz                                     | 12.680           | 513,81     | 25               | 0704      |

### Bevölkerungsentwicklung
| Einwohnerzahl im Kreis Estremoz (1801–2011) | Einwohnerzahl im Kreis Estremoz (1801–2011) | Einwohnerzahl im Kreis Estremoz (1801–2011) | Einwohnerzahl im Kreis Estremoz (1801–2011) | Einwohnerzahl im Kreis Estremoz (1801–2011) | Einwohnerzahl im Kreis Estremoz (1801–2011) | Einwohnerzahl im Kreis Estremoz (1801–2011) | Einwohnerzahl im Kreis Estremoz (1801–2011) | Einwohnerzahl im Kreis Estremoz (1801–2011) | Einwohnerzahl im Kreis Estremoz (1801–2011) |
| ------------------------------------------- | ------------------------------------------- | ------------------------------------------- | ------------------------------------------- | ------------------------------------------- | ------------------------------------------- | ------------------------------------------- | ------------------------------------------- | ------------------------------------------- | ------------------------------------------- |
| 1801                                        | 1849                                        | 1900                                        | 1930                                        | 1960                                        | 1981                                        | 1991                                        | 2001                                        | 2011                                        |                                             |
| 10.722                                      | 8.504                                       | 16.238                                      | 20.550                                      | 23.201                                      | 18.073                                      | 15.461                                      | 15.672                                      | 14.328                                      |                                             |

### Städtepartnerschaften

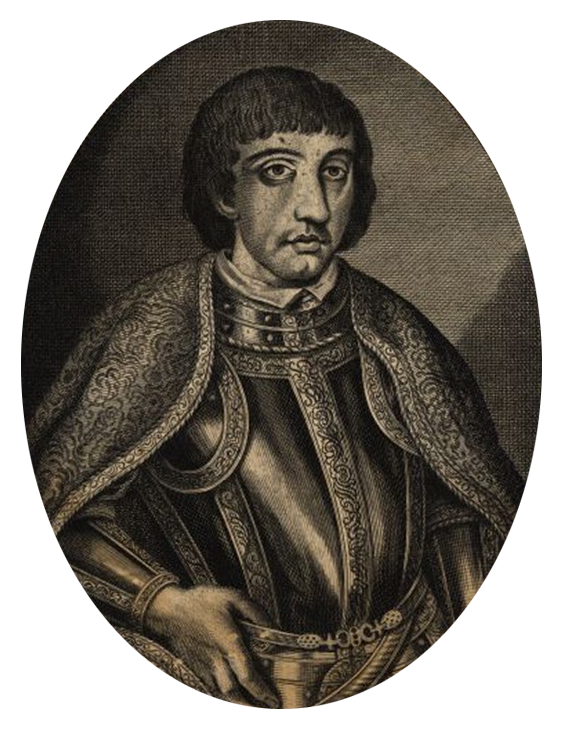
Alfons von Braganza

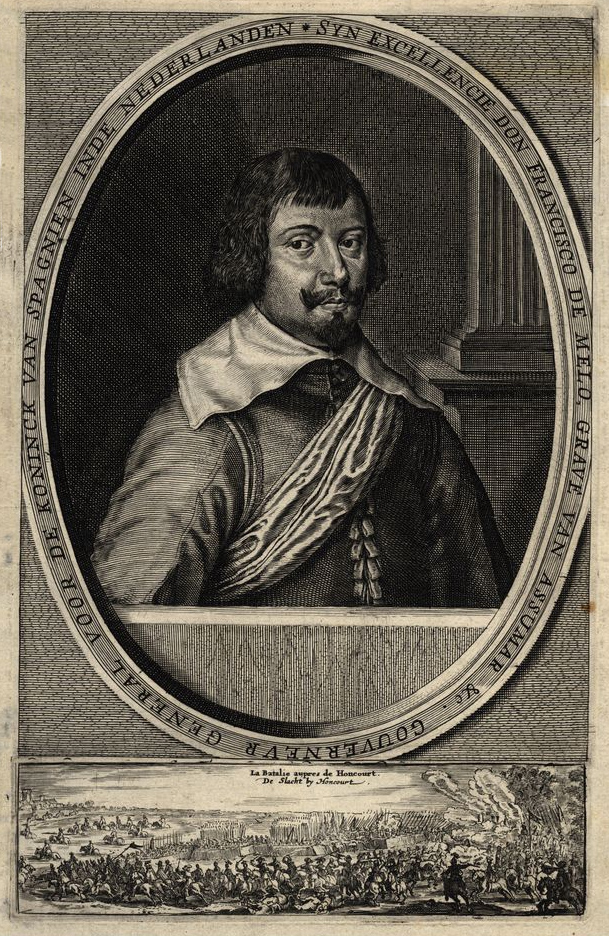
Francisco de Melo

- Spanien: Zafra (seit 1988)[8]

## Immaterielles Kulturerbe der Menschheit
Die überlieferte Handwerkskunst der Tonfigurenherstellung in Estremoz ist seit 2017 Teil der UNESCO-Liste des immateriellen Kulturerbes der Menschheit. Außerdem ist Estremoz einer von nur noch sieben Landkreisen (Concelhos) in Portugal, in denen Kuhglocken aus der traditionellen Handwerkskunst der Arte chocalheira hergestellt werden, die seit 2015 in der Liste des dringend erhaltungsbedürftigen immateriellen Kulturerbes stehen.

## Söhne und Töchter der Stadt
- Alfons von Braganza (1377–1461), unehelicher Sohn König Johanns I.
- Francisco de Melo (1597–1651), Militär und Botschafter, Statthalter der habsburgischen Niederlande
- Francisco de Melo e Castro (1702–1765/1777), Kolonialverwalter
- José António Freire de Andrade (1708–1784), adliger Militär, Gouverneur von Minas Gerais in Brasilien
- João Mendes Sachetti Barbosa (1714–1774), Arzt und Forscher
- João de Sousa Carvalho (1745–1799), Komponist
- Alfredo Cortês (1880–1946), Dramatiker und Jurist
- Tomás Alcaide (1901–1967), Operntenor
- António de Spínola (1910–1996), General und konservativer Politiker, erster Präsident nach der Nelkenrevolution
- João Luís Graça Zagallo Vieira da Silva (1916–1979), Tierarzt und Politiker
- Sabina Santos (1921–2005), Keramikkünstlerin
- Joaquim José Vermelho (1927–2002), Lyriker und Journalist
- Rogério Ribeiro (1930–2008), Maler, Illustrator und Azulejos-Künstler
- Maria Luísa da Conceição (* 1934), Keramikkünstlerin
- Armando Alves (* 1935), Maler und Grafiker
- Mário Tomé (* 1940), Offizier und Politiker des Bloco de Esquerda, Mitglied des MFA in der Nelkenrevolution
- Joaquim Murale (* 1953), Dramatiker, Lyriker und Romanautor
- Carmen Balesteros (1961–2013), Archäologin, Historikerin und Politikerin
- Célia Freitas (* 1966), Kunsthandwerkerin, Tonkünstlerin
- Paulo Sérgio Bento Brito (* 1968), Fußballspieler und -trainer
- Carolina Mendes (* 1987), Fußball-Nationalspielerin